# Ideario y ruta de la emancipación chilena
Ideario y ruta de la emancipación chilena es un libro escrito por el historiador chileno Jaime Eyzaguirre, publicado en 1957, en el que el autor da su particular visión sobre el proceso emancipador chileno.
La visión de Eyzaguirre sobre la independencia que plasma en este libro es muy polémica.[cita requerida] Parte de una base hispanista, por lo que trata de resaltar la influencia de España en América.[cita requerida]
Esta obra se basa en la del español Manuel Giménez Fernández, "Las doctrinas populistas en la independencia de América".[cita requerida] Según esta visión, la independencia encontraba sus raíces en la tradición española, y particularmente el concepto de que las colonias dependían del Rey y no de España, por lo que con la invasión de Napoleón Bonaparte tenían derecho a gobernarse por sí mismos.
Esa es para el autor la principal causa, y niega la exigencia de un descontento acumulado por los criollos durante la Colonia.[cita requerida] También reduce el valor la influencia de la independencia de los EE. UU., la Revolución francesa, la consolidación de los criollos y su deseo por ascender al poder. A cambio, Eyzaguirre entrega una tesis sumamente basada en lo jurídico y legal, que a vista de muchos simplifica demasiado el proceso emancipador.[cita requerida]
En uno de sus últimos escritos, publicado póstumamente, el Tomo II de su "Historia de Chile", entrega una visión más cercana a la tradicional del proceso.[cita requerida]
El libro fue declarado material didáctico complementario de la educación chilena por la resolución n.° 1821 del 2 de junio de 1981 del Ministerio de Educación.